# Campeonato Gaúcho 1946
In 1946 werd het 26ste Campeonato Gaúcho gespeeld voor voetbalclubs uit de Braziliaanse staat Rio Grande do Sul. Er werden regionale competities gespeeld en de kampioenen ontmoetten elkaar in de finaleronde die gespeeld werd van 13 oktober 1946 tot 30 maart 1948. Grêmio, dat meteen in de finale mocht starten, werd kampioen. 

## Voorronde
|                        |                 |       |                   |  |
| 13 oktober Voorronde 1 | Guarany de Bagé | 2 – 3 | Grêmio Santanense |  |
| 13 oktober Voorronde 1 |                 |       |                   |  |

|                        |               |       |          |  |
| 15 oktober Voorronde 2 | Rio-Grandense | 3 – 1 | Floriano |  |
| 15 oktober Voorronde 2 |               |       |          |  |

## Halve finale
Bij gelijkstand werd er een verlenging gespeeld, tussen haakjes weergegeven. 
|                         |               |               |                   |  |
| 19 oktober Halve finale | Rio-Grandense | 1 – 1 (1 - 0) | Grêmio Santanense |  |
| 19 oktober Halve finale |               |               |                   |  |

## Finale
|                                |               |       |        |  |
| 23 maart 1947 Eerste wedstrijd | Rio-Grandense | 2 – 3 | Grêmio |  |
| 23 maart 1947 Eerste wedstrijd |               |       |        |  |

|                                |                                  |       |               |                                   |
| 30 maart 1947 Tweede wedstrijd | Grêmio                           | 6 – 1 | Rio-Grandense | Estádio da Timbaúva, Porto Alegre |
| 30 maart 1947 Tweede wedstrijd | Hélio , Cordeiro, Beresi Bentevi |       | Goal          | Estádio da Timbaúva, Porto Alegre |

|  | Grêmio | Rio-Grandense |

## Kampioen
| Campeonato Gaúcho de 1946  |
| Porto Alegre               |
| -------------------------- |
| GRÊMIO Kampioen (6° titel) |